# Hans Harloff

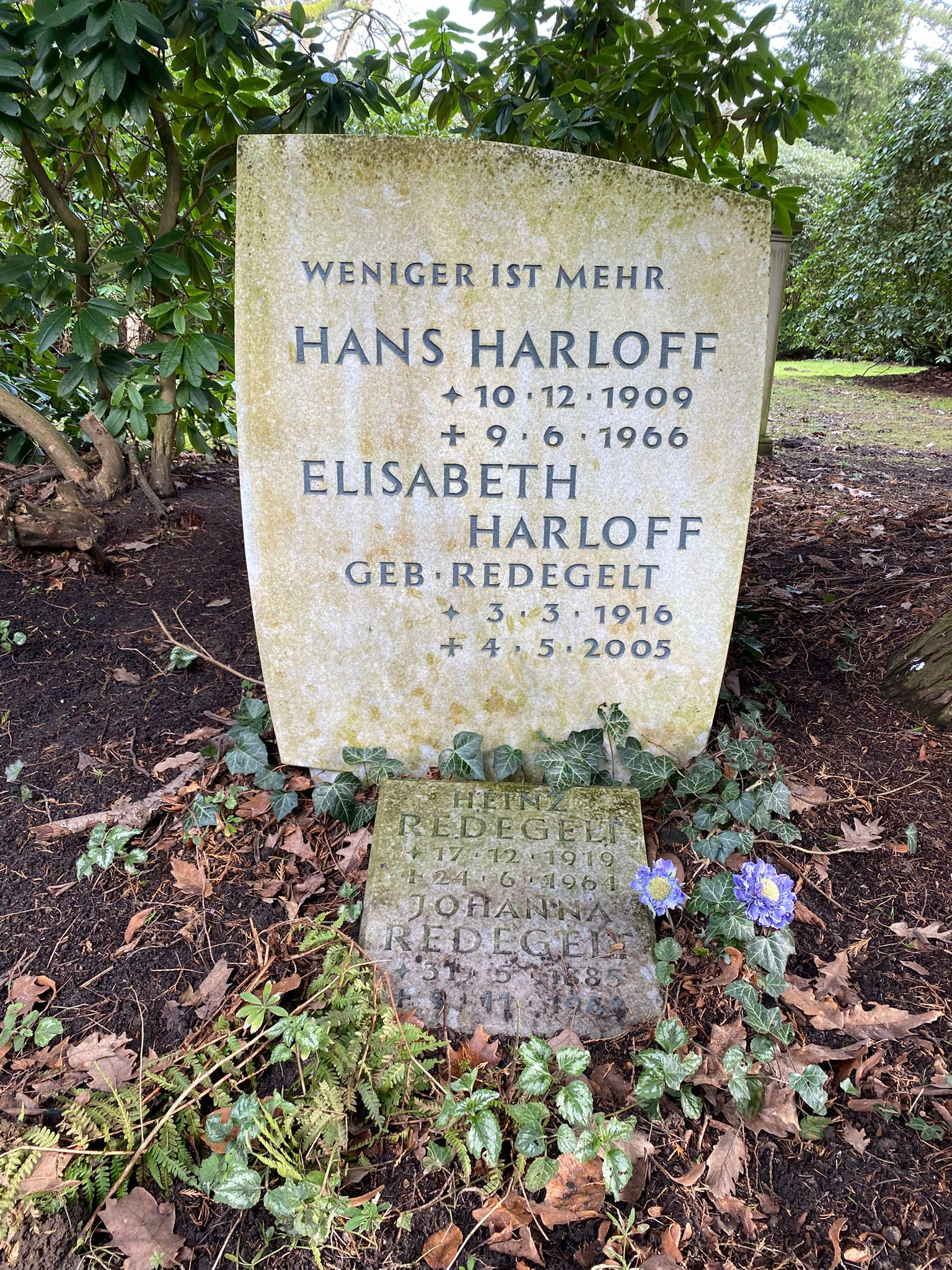
Grabstätte auf dem Friedhof Ohlsdorf

Hans Wilhelm Karl Friedrich Harloff (* 10. Dezember 1909 in Hamburg; † 9. Juni 1966 ebenda) war ein deutscher Schauspieler, Regisseur, Hörspielsprecher und Intendant.

## Leben
Harloff kam gebürtig aus Hamburg und war Sohn eines Kaufmanns. Nach dem Zweiten Weltkrieg wurde er insbesondere als Dokumentarfilmer bekannt. Sein Debüt gab er 1949 in dem Film Diese Nacht vergeß ich nie. Außerdem führte er 1957 in dem Film Unsere Rotbunten Regie.
Ab 1960 war Harloff im Studio Hamburg als künstlerischer Berater, Dialogregisseur und Autor tätig. Das Deutsche Bühnenjahrbuch widmete ihm 1967 einen Nachruf.
Er ist der Großvater von Fabian Harloff (* 1970) und Marek Harloff (* 1971). Seine letzte Ruhestätte fand er auf dem Friedhof Ohlsdorf, sie liegt nordwestlich von Kapelle  1. 

## Filmografie (Auswahl)

### Darsteller
- 1949: Diese Nacht vergeß ich nie

### Regie
- 1954: Kinder klagen an
- 1956: In Generationen geformt
- 1956–1958: Wasser – Segen und Gefahr
- 1957: Unsere Rotbunten
- 1959: Gepflegte Landschaft – Gesunde Landschaft

## Hörspiele (Auswahl)
- 1950: Ernst Schnabel: Ein Tag wie morgen. 1. Februar 1950 (3. Stimme) – Redaktion und Regie: Fritz Schröder-Jahn (Original-Hörspiel, Dokumentarhörspiel – NWDR Hamburg)
- 1950: George Bernard Shaw: Kapitän Brassbounds Bekehrung – Bearbeitung und Regie: Otto Kurth (Hörspielbearbeitung – NWDR Hamburg)
- 1951: Charles Hatton: Das Geheimnis des Wachsfigurenkabinetts – Regie: Fritz Schröder-Jahn (Hörspielbearbeitung, Kriminalhörspiel – NWDR Hamburg)
- 1952: Friedrich Dürrenmatt: Stranitzky und der Nationalheld (Zeitungsausrufer) – Regie: Fritz Schröder-Jahn (Originalhörspiel – NWDR Hamburg)
- 1953: Walter Kolbenhoff: Der Briefträger ging vorbei – Regie: Gustav Burmester (Originalhörspiel – NWDR Hamburg)
- 1953: Horst Stern, Rolf Thiess: Vergangenheit hat keine Türen – Regie: Gustav Burmester (Hörspiel – NWDR Hamburg)

Quelle: ARD-Hörspieldatenbank